# Rooie Wip
De Rooie Wip is een wipmolen aan de Gemeneweg in Hazerswoude-Dorp in de Nederlandse gemeente Alphen aan den Rijn. De molen is gebouwd ten behoeve van de bemaling van de Gemenewegsepolder, waarbij hij een kleinere molen uit 1567 op een andere plaats verving. De molen, die werd gebouwd naar het voorbeeld van de Groenendijkse Molen, werd op 2 juni 1639 opgeleverd. In 1708 is het bovenhuis van de molen gewaaid, waarna hij direct is hersteld. De Rooie Wip was tot 1957 in bedrijf, daarna als reservegemaal tot 1960, waarna hij aan een particulier werd verkocht. Tegelijkertijd werd de Lodewijksvaart afgedamd, waardoor de molen niet meer kan uitmalen. In 1990 is een circuit aangelegd waardoor de molen kan rondmalen.
Het scheprad waarmee de molen het water rondmaalt, heeft een houten omkasting.
De Rooie Wip is eigendom van Stichting Molen De Rooie Wip en heeft de status rijksmonument. De molen is op zaterdagen wanneer de molen draait te bezoeken.